# Honoré de Balzac
Honoré de Balzac, geboren als Honoré Balzac (Tours, 20 mei 1799 – Parijs, 18 augustus 1850) was een Franse romanschrijver, toneelschrijver en theoreticus, die algemeen gezien wordt als een van de belangrijkste schrijvers van de negentiende eeuw. Balzac wordt gezien als een van de grondleggers van het realisme in de literatuur en heeft hierdoor een enorme invloed uitgeoefend op de literatuur die na hem is geschreven.   
Zijn bekendste werk is La Comédie humaine, een reeks romans geschreven met de bedoeling een volledig beeld te geven van de Franse maatschappij na de val van Napoleon. Balzac schreef hiervoor zo'n honderdtal romans die een beeld toonden van de sociale toestanden in de verschillende klassen. Enkele romans zijn uitgegroeid tot klassiekers in de Franse literatuur, zoals Eugénie Grandet en Le Père Goriot. Hierdoor wordt Balzac beschouwd als een van de grote romanciers van de Franse en zelfs van de wereldliteratuur. 

## Biografie

### Jeugd

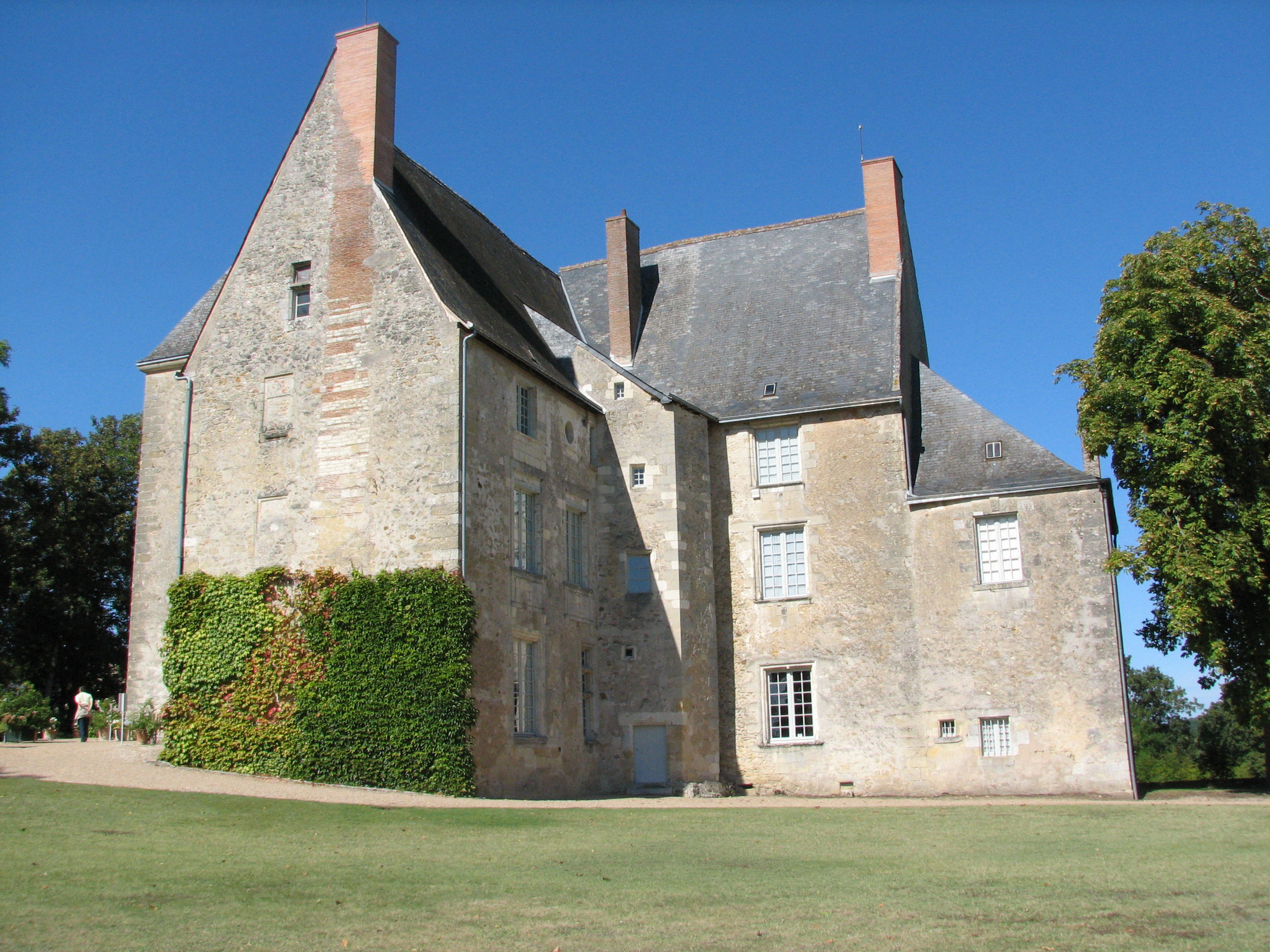
Het kasteel van Saché, waar Balzac vaak verbleef

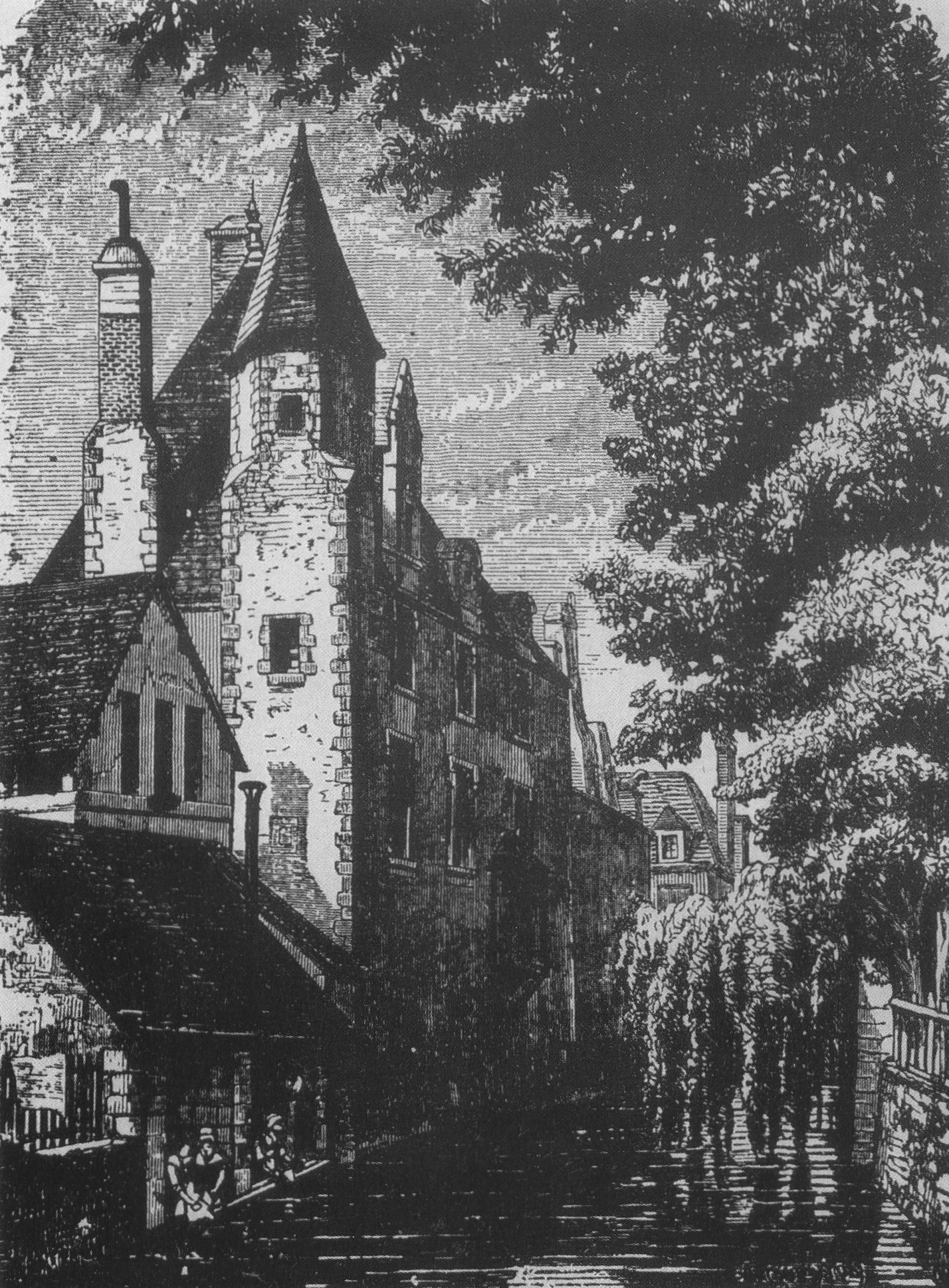
Het college van de oratorianen te Vendôme (gravure van A. Queyroy)

Honoré Balzac (het adelspartikel de werd door Honoré zelf, zonder dat hij daar recht op had, aan de naam toegevoegd) werd geboren in een welgestelde familie uit de kleine burgerij in Tours. Zijn vader heette Bernard-François Balssa (1746-1829) en was staatsambtenaar en zijn moeder was Anne-Charlotte-Laure Sallambier (1778-1854), afkomstig uit de kleine handelsburgerij van Parijs. Balzac was het tweede kind van het koppel. Een eerste zoon, Louis-Daniel, geboren in 1798, leefde maar een maand. Na Balzac volgden nog Laure (1800-1871), Laurence (1802-1825) en Henri (1807-1858). Deze laatste was geboren uit overspel van zijn moeder met Jean de Margonne, de kasteelheer van Saché en vriend van de familie. Tijdens zijn leven zou Balzac verscheidene malen te Saché verblijven.
Balzac kende een normale jeugd voor kinderen van zijn tijd: hij werd ondergebracht bij een min, de vrouw van een veldwachter te Saint-Cyr-sur-Loire, ging op pensionaat en studeerde aan het internaat van de oratorianen te Vendôme. De middelmatige leerling hield daar weinig goede herinneringen aan over, want hij kon zich maar moeilijk aanpassen aan het strikte leerregime van de school en bracht vaak tijd door in een soort strafkamertje. Bovendien stuurde zijn vader hem weinig geld met de bedoeling hem dezelfde werkethiek aan te leren die hem zijn aanzien in de maatschappij had opgeleverd. Dit alles zorgde ervoor dat hij door zijn medeleerlingen vaak werd bespot. Deze ervaringen gebruikte Balzac later bij het schrijven van Louis Lambert. In november 1814 werd Balzacs vader benoemd tot directeur van een Parijse onderneming in legermateriaal en verhuisde de familie naar de hoofdstad, waar Honoré school liep aan het Institut Lepître en vervolgens aan een instituut geleid door abbé Ganser. Hij kreeg ook les van privéleraren. In 1816 stopte Balzac met school en begon zijn rechtenstudies aan de Sorbonne. Op aanraden van zijn vader, die vond dat zijn zoon ook met de praktische kant van de rechtspraktijk moest kennismaken, nam hij een baan als klerk bij een advocaat en vriend van de familie, Jean-Baptiste Guillonnet-Merville, en later bij een notaris, Victor Passez, die een kantoor had in het gebouw waar de familie Balzac verbleef. In 1819 stopte Balzac tot ongenoegen van zijn vader met zijn studie om te gaan schrijven. Datzelfde jaar ging Balzacs vader met pensioen en verhuisde de familie naar Villeparisis. Balzac mocht echter in Parijs blijven wonen, in een mansarde in de rue Lesdiguères.

### Beginnend schrijver

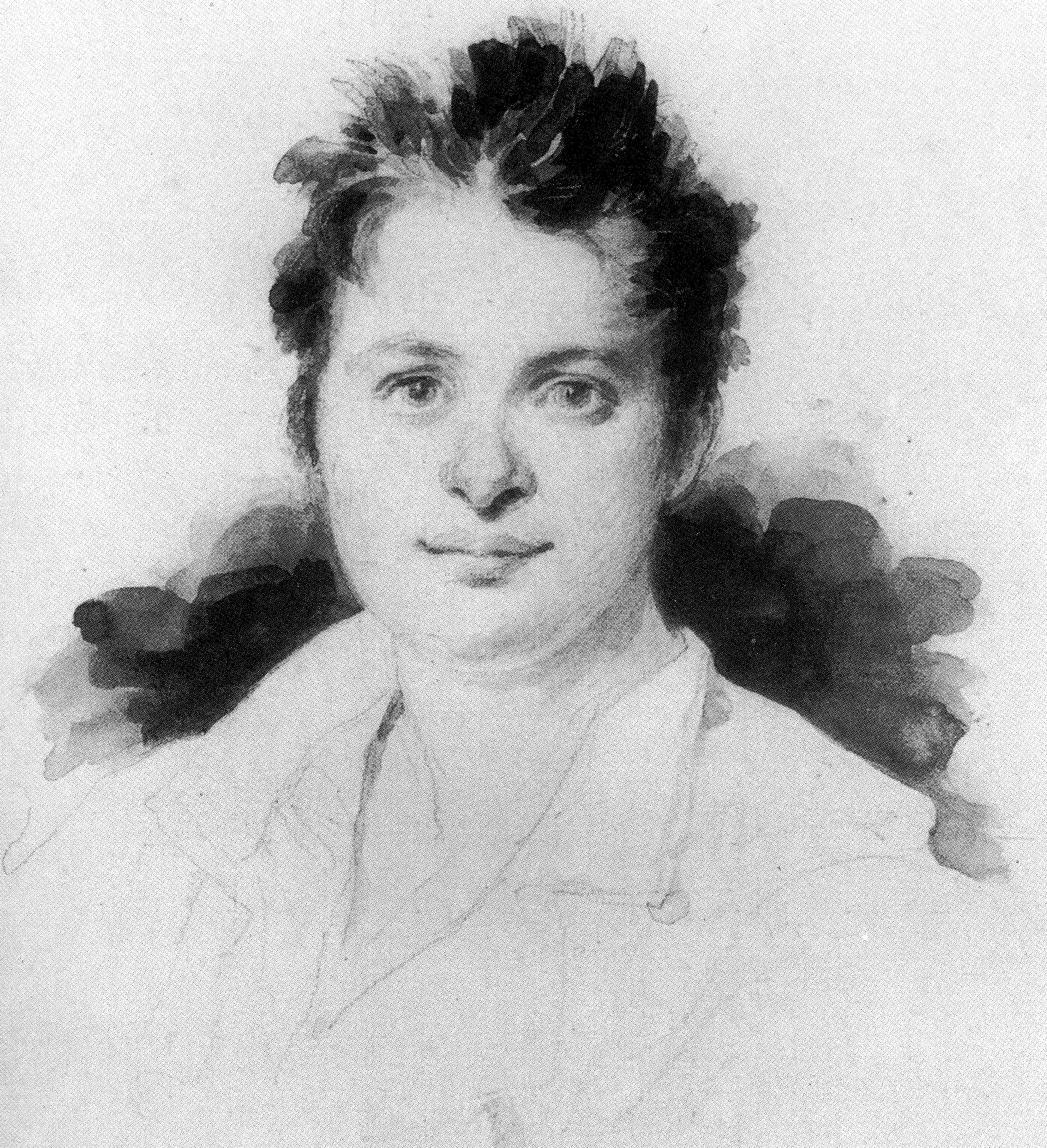
Tekening, toegeschreven aan Achille Devéria, van Balzac in het midden van de jaren 1820

Aanvankelijk was Balzac geïnteresseerd in filosofie en hij schreef verscheidene filosofische essays die alle onvoltooid zijn gebleven. Uiteindelijk legde hij zich toe op de literatuur om zo de status en bekendheid te verwerven waar hij van droomde. Zijn ouders financierden hem en hij kreeg van zijn vader twee jaar om zich te bewijzen. Het succes bleef echter uit en Balzac beleefde jaren van armoede. Zijn eerste werk, Cromwell (1820), een tragedie, werd slecht beoordeeld door de academicus die het op Balzacs verzoek las. Balzac legde zich vervolgens toe op de roman. Hij schreef eerst onder verschillende pseudoniemen als Lord R’Hoone – een anagram van Honoré – en Horace de Saint-Aubin en later onder zijn eigen naam. De meeste romans schreef hij samen met andere, mindere, schrijvers. Het waren populaire werken (zoals melodramatische en sentimentele verhalen en griezelromans) die beantwoordden aan de smaak van zijn tijd, maar nauwelijks iets van zijn literair genie lieten zien. Door het uitblijven van succes moest hij ook weer gedurende drie jaar (1821-1824) onder het ouderlijke dak gaan wonen. Ondanks zijn verhouding met de rijke en getrouwde Laure de Berny (1777-1836), die hij in 1821 had leren kennen, had hij altijd grote schulden. Madame de Berny, die door Balzac la Dilecta (de geliefde) werd genoemd, wijdde Balzac in de geheimen van de liefde in en was tot aan haar dood een grote steun en toeverlaat, zelfs toen Balzac had besloten in zaken te gaan. Hij begon onder andere een uitgeverij/boekhandel (1826), een drukkerij (1826) en een lettergieterij (1827), vaak met geld van zijn familie. De bedrijven gingen echter failliet en lieten Balzac achter met schulden die hem, ondanks zijn grote literaire productiviteit, zijn hele leven zouden achtervolgen. Toch zou Balzac de zakenwereld niet de rug toekeren en zocht hij telkens projecten uit waarmee hij dacht winst te maken. Zo had hij in de jaren 1837-38 het plan opgevat om de slakken van oude Romeinse mijnen op Sardinië te exploiteren. Een maatschappij uit Marseille was hem echter te snel af.

### Jaren van succes

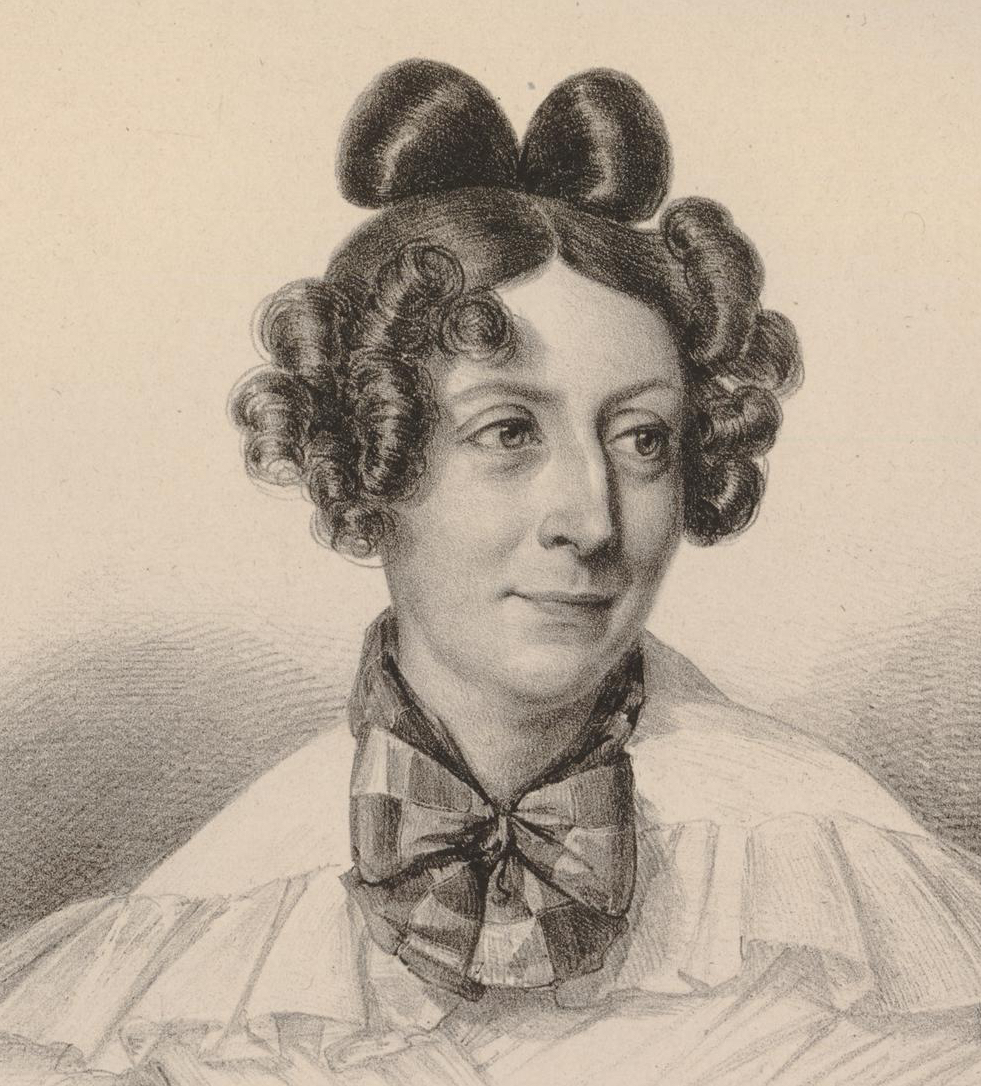
Laure Junot, de hertogin van Abrantès, minnares van Balzac

Balzac ging weer aan het schrijven en verwierf eindelijk bekendheid onder zijn eigen naam met de historische roman Le dernier chouan ou la Bretagne en 1800 (later kreeg het de titel Les Chouans) en het essay Physiologie du mariage, beide uitgegeven in 1829, het jaar waarin ook zijn vader stierf. Deze werken gaven de aanzet tot een periode van grote literaire productiviteit, waarin hij zo’n 85 romans schreef. Zijn eerste echt grote successen kwamen in 1833 met de verschijning van Eugénie Grandet en in 1835 met Le Père Goriot. De grote productiviteit in het schrijven was nodig omdat Balzac een grote schuldenlast had én ook vertoefde in de hogere Parijse kringen, waar hij bekendstond als een dandy. Vanaf 1830 werd Balzac door Laure Junot, de hertogin van Abrantès (1784-1838), geïntroduceerd in de belangrijke salons. Zo frequenteerde hij onder andere die van gravin Guidoboni-Visconti (vanaf 1834) en van Madame Récamier. De gravin werd in 1835 zelfs zijn minnares en bleef voor de rest van zijn leven een trouwe vriendin. Later werd Balzac haar raadgever en medewerker toen zij haar memoires schreef. Balzac kreeg ook toegang tot de vriendenkring van de uitgever Émile de Girardin. Hij werkte mee aan verscheidene uitgaven en stortte zich volledig op het mondaine leven. Tijdens deze periode ontving hij de eerste brieven (de eerste op 28 februari 1832) van de Étrangère, Madame Éveline Hanska (1805-1882), een getrouwde Poolse gravin uit Polen, die hem bewonderde en die hij voor de eerste maal zou ontmoeten in september 1833 in Neuchâtel (Zwitserland). Hij schreef haar bijna dagelijks. Deze correspondentie is verzameld onder de titel Lettres à l’Étrangère.

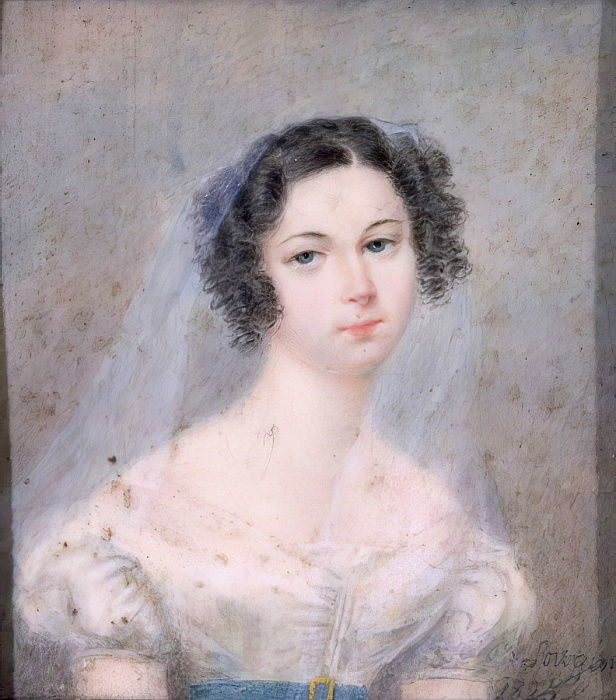
Portret van Éveline Hanska (1825)

In dezelfde periode ervoer Balzac een soort crisis, waarvan de ware toedracht nog steeds stof tot discussie geeft. In ieder geval sloot Balzac zich aan bij de legitimisten, misschien om in de gunst te komen bij de markiezin de Castries die hij tot zijn minnares wilde maken. Balzacs leven werd toen zeer hectisch: hij had een druk mondain leven, maakte meerdere reizen, bracht vele bezoeken aan belangrijke personen én zijn talrijke minnaressen en publiceerde een groot aantal artikelen voor kranten en tijdschriften. Enkele van die geschreven stukken leverden hem ook een proces op, die een groot deel van zijn energie vergden. In de periode 1833-1837 schreef Balzac het overgrote deel van wat later zijn Etudes de moeurs zouden vormen. In 1833 begon hij een relatie met Marie Dauminois, die hem een dochter zou schenken, Marie-Caroline Du Fresnay, geboren op 4 juni 1834 (en overleden in 1930). In 1836 schonk de gravin Guidoboni-Visconti het leven aan een zoon, Lionel-Richard, waarvan men vermoedt dat hij een zoon van Balzac was.
In 1836, het jaar dat zijn trouwe vriendin Madame de Berny overleed, kreeg Balzac opnieuw financiële tegenslag te verwerken. De krant die hij had gekocht en waarvoor hij een aantal artikelen schreef, de Chronique de Paris, waaraan onder anderen ook Théophile Gautier, Charles Nodier, Gustave Planche en Henri Monnier meewerkten, ging in staat van vereffening en liet Balzac achter met 46.000 frank aan schulden. Het maandelijkse Revue parisienne, dat hij had gesticht in 1840, was hetzelfde lot beschoren en verdween al na het derde nummer. Balzac probeerde via reizen te ontsnappen aan zijn schuldeisers en veranderde een paar maal van adres in Parijs, zelfs onder valse identiteit (zoals die van de weduwe Durand). Als gevolg hiervan verminderde ook zijn literaire productie.
In 1839 werd Balzac voorzitter van de Société des gens de lettres (tot 1841) en stelde hij zich ook voor de eerste maal kandidaat voor de Académie française (drie andere kandidaturen volgden: tweemaal in 1842 en nog eens in 1848). Op 2 oktober 1841 ondertekende hij het contract voor het uitgeven van zijn verzameld werk onder de titel van La Comédie humaine, dat in de jaren 1842-1848 werd uitgegeven. In 1845 werd hij benoemd tot Ridder in het Legioen van Eer.

### Levenseinde

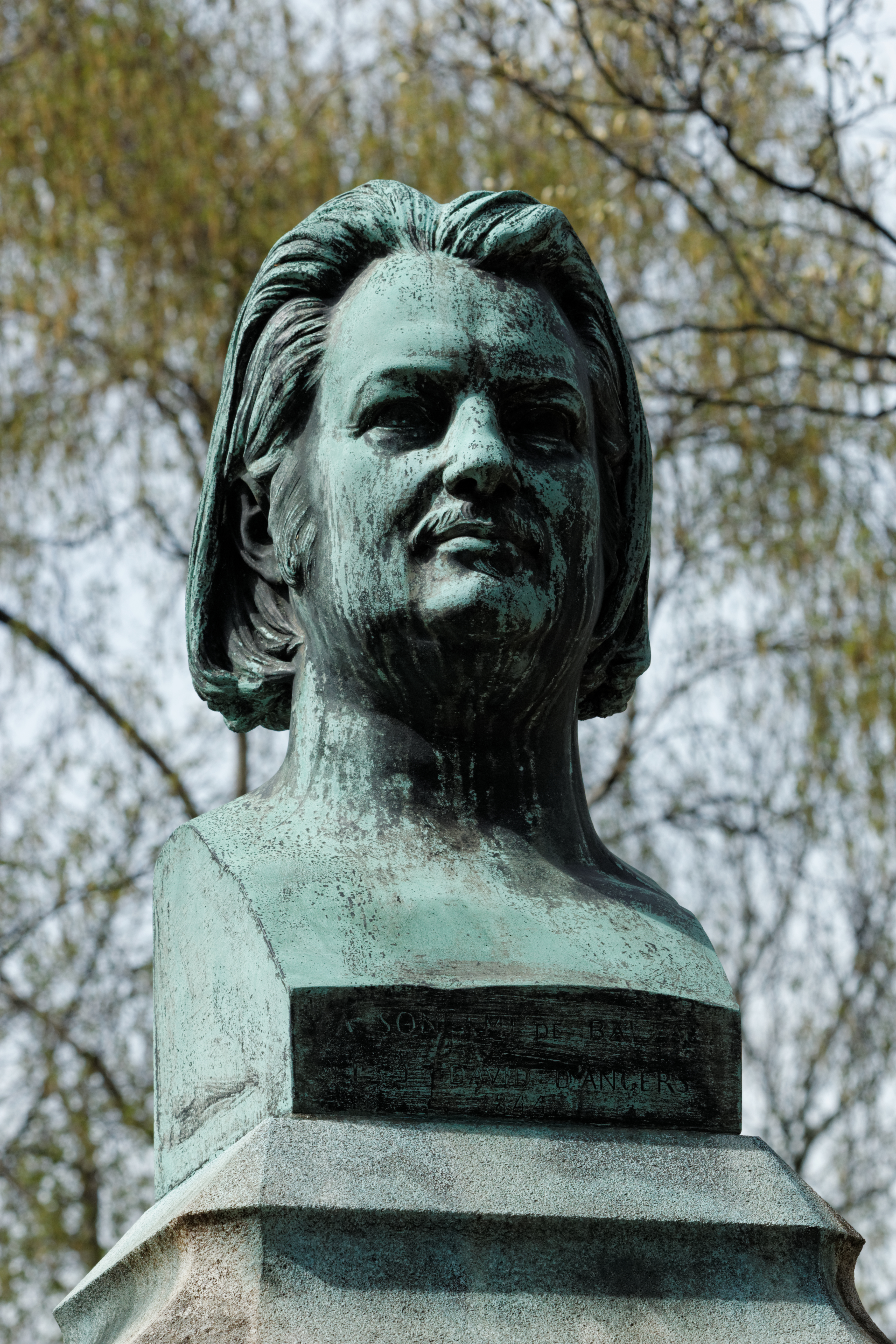
De buste van Balzac op het Cimetière du Père-Lachaise, gemaakt door Pierre Jean David

Op 5 januari 1842 vernam Balzac dat graaf Hanski op 10 november 1841 overleden was en vanaf die dag stelde hij alles in de weer om te huwen met Madame Hanska. Hij zag haar uiteindelijk na acht jaar, in 1843, terug in Sint-Petersburg. Madame Hanska stelde hun huwelijk echter uit, misschien omdat ze niet echt gehaast was of misschien omdat het tsaristisch regime haar goederen in beslag zou nemen als zij een huwelijk aanging met een buitenlander. Balzacs gezondheid was echter aan het verslechteren en de vele reizen door Europa die zij samen maakten (Frankrijk, Nederland, België, Duitsland, Napels, Zwitserland) namen veel van zijn tijd in beslag. Madame Hanska was inmiddels zwanger maar beviel in november 1846 van een doodgeboren kind.
De Februarirevolutie trok een streep door de rekening van Balzac omdat de theaterzalen leeg bleven en de verwachte winst uitbleef. Hierdoor kon Balzac zijn op dat moment al slechte financiële situatie niet verbeteren. Hoewel erg ziek, verbleef hij een jaar in Oekraïne, waar hij op 14 maart 1850, in Berdichev, trouwde met Madame Hanska. Hij keerde met haar terug naar Parijs in mei, maar overleed er enkele weken later op eenenvijftigjarige leeftijd op 18 augustus 1850 om half twaalf ’s avonds. Hij werd begraven in het bijzijn van bijna de gehele Parijse literaire wereld, onder wie Victor Hugo, Gustave Courbet en Alexandre Dumas fils, op de beroemde Parijse begraafplaats Père-Lachaise. Zijn kist werd gedragen door Victor Hugo, Alexandre Dumas en Sainte-Beuve, ook al was de laatste geen bewonderaar van hem.

## Werk

### La Comédie humaine
Balzac wordt beschouwd als de onbetwiste meester van het realisme. Hij schreef het monumentale werk La Comédie humaine, een roman- en novellecyclus van om en bij de negentig boeken met als doel de gehele Franse maatschappij met al zijn klassen vast te leggen. Elk boek is als een hoofdstuk van het grotere boek dat door het geheel wordt gevormd. Balzac drukte het zelf uit als décrire la société dans son entier, telle qu’elle est (nl.: de maatschappij beschrijven in haar geheel, zoals ze is). De titel van zijn werk heeft Balzac gekozen als een soort tegenhanger van Dantes Divina Commedia. In 1833 vatte hij al het plan op om bepaalde personages te laten terugkeren. Dat hij al speelde met het idee van een allesomvattende structuur, blijkt uit het contract dat hij dat jaar afsloot met Madame Charles-Béchet, een boekhandelaar in Parijs, voor de publicatie van de Études de moeurs au XIXe siècle. Het uiteindelijke concept van de Comédie humaine bedacht hij in 1842, voor een complete uitgave van zijn oeuvre. Door de opzet van zijn immense werk en de schrijver die optreedt als observator kan Balzac worden beschouwd als een van de eerste realistische schrijvers. Balzac ging zelf vaak incognito op onderzoek in de Parijse maatschappij. Hij gebruikte belevenissen uit zijn eigen leven en uit de wereld om zich heen als inspiratie.
De bedoeling van het grote oeuvre is het weergeven van een zo correct mogelijk beeld van Balzacs tijdgenoten en de Franse maatschappij in alle rangen en standen. Concreet beslaat La Comédie humaine de periode 1789-1850. Het oeuvre wil het bekrompen burgerlijke milieu en het kapitalisme aan de kaak stellen. In het gehele oeuvre ziet men verschillende personages meerdere malen opduiken in verschillende stadia in hun leven en in verschillende maatschappelijke situaties. Balzac noemde zijn Comédie humaine zelf un drame à cent actes avec 400 ou 500 personnages (een drama in honderd bedrijven met 400 of 500 personages) en wilde naar eigen zeggen concurreren met de burgerlijke stand. Men kan Balzac dus eigenlijk beschouwen als een geschiedschrijver van het heden. La Comédie humaine is als het ware een inventaris van de Franse maatschappij van de eerste helft van de negentiende eeuw (meer bepaald tijdens de Restauratie en de Julimonarchie), die is gestoeld op een scherpe observatie van de werkelijkheid. Het oeuvre is echter geen simpele reproductie, maar een werk waarin realiteit en fictie elkaar ontmoeten, zodat hij een realistische mythologie bereikt. Balzac creëert als het ware een groot fresco, waarin de werken onderling met elkaar verbonden zijn via intriges en weerkerende personages.

#### Indeling

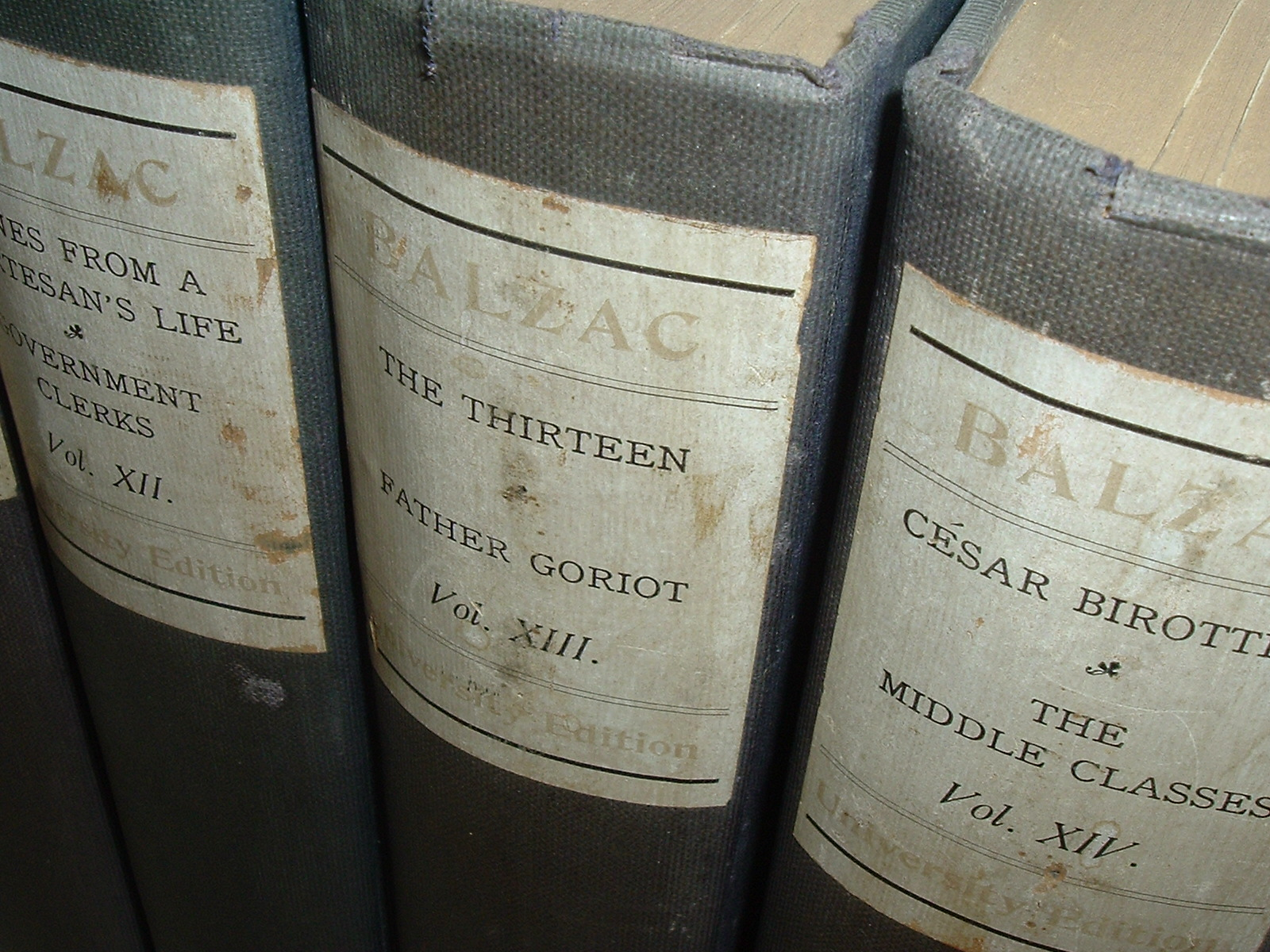
Engelse uitgave van Balzacs werk uit 1901

De boeken van de Comédie kunnen worden onderverdeeld in drie categorieën: Études de moeurs (Zedenstudies), Études philosophiques (Filosofische studies) en Études analytiques (Analytische studies). Balzac noemde zijn werken studies, omdat hij in zijn boeken de menselijke aard bestudeerde.
Men kan oordelen dat het totale werk vrij onevenwichtig is, bijvoorbeeld doordat de Études de moeurs meer boeken omvatten dan de andere twee categorieën. Men moet echter in acht nemen dat de verschillende romans pas achteraf tot een geheel zijn verbonden en dat Balzacs dood in 1850 aan zijn groot project een plots einde heeft gebracht.

##### Études de moeurs
De eerste groep, de Études de moeurs, omvat meer dan 50 romans (waaronder zijn belangrijkste werken) en kan op zijn beurt worden onderverdeeld in verschillende Scènes: Scènes de la vie parisienne (Scènes uit het Parijse leven), Scènes de la vie de campagne (Scènes uit het plattelandsleven), Scènes de la vie privée (Scènes uit het privéleven), Scènes de la vie de province (Scènes uit het provincieleven), Scènes de la vie politique (Scènes uit het politieke leven) en Scènes de la vie militaire (Scènes uit het militaire leven).
Hieronder vallen onder meer de volgende romans:
- Vie parisienne: Facino Cane (1836), César Birotteau (1837), La Maison Nucingen (1838), La Cousine Bette (1846) en Le Cousin Pons (1847)
- Vie de campagne: Le Médecin de campagne (1833), Le Curé de village (1839)
- Vie privée: Gobseck (1830), Le Colonel Chabert (1832), Le Père Goriot (1834-35)
- Vie de province: Eugénie Grandet (1833), Le Lys dans la vallée (1835-36), Illusions perdues (1837-43)
- Vie politique: Une ténébreuse affaire (1841)
- Vie militaire: Les Chouans (1829), Une passion dans le désert (1830)

##### Études philosophiques
Onder deze groep romans vallen de werken waarin Balzac het scheppende genie bestudeert en er filosofische en morele overpeinzingen aan koppelt. De hoofdpersonages zijn schilders, dichters, … die bezeten zijn door hun zoektocht naar het Ideaal waarvoor zij bereid zijn alles op te geven. Vaak leidt deze passie tot de ondergang van het personage.
Onder deze categorie vallen werken zoals La Peau de chagrin, Louis Lambert en La Recherche de l’Absolu.

##### Études analytiques
In deze categorie verzamelde Balzac de werken waarin hij overpeinzingen maakt over gedragingen en het sociale leven. Hiervoor baseerde hij zich op de wetenschap, onder andere op de fysiologie) die de ontwikkeling van dieren en planten probeert te verklaren. Daarom schreef Balzac La Physiologie du mariage – het begin van het genre fysiologie – en had hij plannen voor La Pathologie de la vie sociale.

#### Personages
In La Comédie humaine worden zo’n vierduizend personages opgevoerd, waarvan er enkele in meerdere romans verschijnen. Zo bereikt Balzac een eenheid in de wereld die hij creëert. Elk personage is typisch voor het milieu waarin hij of zij woont, maar kent ook een eigen lot. Zo hebben ze tegelijkertijd een representatief karakter voor het type waartoe ze behoren en een individuele kant.
De belangrijkste personages in Balzacs Comédie humaine zijn voornamelijk mannen die gedreven worden door hun hartstochten. Sommigen verwerven aanzien door het vergaren van veel geld dat hen de toegang tot de hogere klassen verschaft. Een typisch voorbeeld van zo'n personage is Eugène de Rastignac die zich in Le Père Goriot een weg probeert te banen in de hogere klassen van het Parijse mondaine leven. Daarnaast vindt men ook vaak personages uit de zakenwereld en de geldhandel terug. Een sprekend voorbeeld hiervan is vader Grandet uit Eugénie Grandet, een man met een aanzienlijk fortuin die zich gedraagt als een vrek.
Veel van Balzacs personages worden voorgesteld als gedreven door een grote hartstocht, een groot streven (naar succes, naar geld, naar macht, naar het Ideaal …) dat hun leven beheerst en dat de klassen overstijgt. Tegelijkertijd echter ziet men dat deze grote passies vaak ten grondslag liggen aan het uiteindelijke falen en de ondergang van diezelfde personages, des te meer omdat de passies vaak niet beheerst zijn en deze de personages overheersen. Dit is het geval bijvoorbeeld voor de gierigheid van Grandet of de vaderliefde van vader Goriot. La Comédie humaine schetst derhalve een vrij pessimistisch beeld van de maatschappij die Balzac vergelijkt met een modderpoel.
De meeste personages worden door Balzac ingedeeld in types, net zoals dieren worden onderverdeeld in soorten. Deze bezorgdheid toont de invloed van de wetenschap op Balzacs schrijven. Dit verklaart ook Balzacs nood om alles tot in detail te beschrijven, omdat voorwerpen, plaatsen, en dergelijke de aard van de mens uitdrukken.
Balzacs personages zijn, ondanks hun verscheidenheid, zelden sympathiek. De enkele personages die deugdzaam zijn, worden vaak voorgesteld als geïsoleerd, ongelukkig en onbegrepen. De andere personages zijn enkel gericht op hun levensbeheersende passie, een obsessie waarvoor ze bereid zijn alles op te offeren.
Hoewel vrouwen een grote rol speelden in Balzacs privéleven, komen in zijn boeken vrij weinig sympathieke vrouwenfiguren voor.

#### Inspiratie
Voor zijn romans gebruikte Balzac vaak gegevens uit zijn eigen leven. Zo herkennen we in Louis Lambert het college van Vendôme uit zijn jeugd. Balzacs jeugdherinneringen vinden we onder meer terug in Le lys dans la vallée en in Illusions perdues.

### Theater
Het toneelwerk van Balzac wordt doorgaans lager ingeschat dan zijn romans. Enkel het stuk Mercadet (1838), dat postuum opgevoerd is, is van enige literaire waarde.

### Correspondentie
Balzac heeft een rijke correspondentie nagelaten. Hij had een levendige briefwisseling met zijn verwanten (onder wie zijn zus Laure Surville) en zijn vrienden (onder wie Zulma Carraud). Nog belangrijker was de correspondentie met L’Étrangère, Madame Hanska. Sommige brieven zijn vrij lang en werden over meerdere dagen geschreven.

## Werkwijze

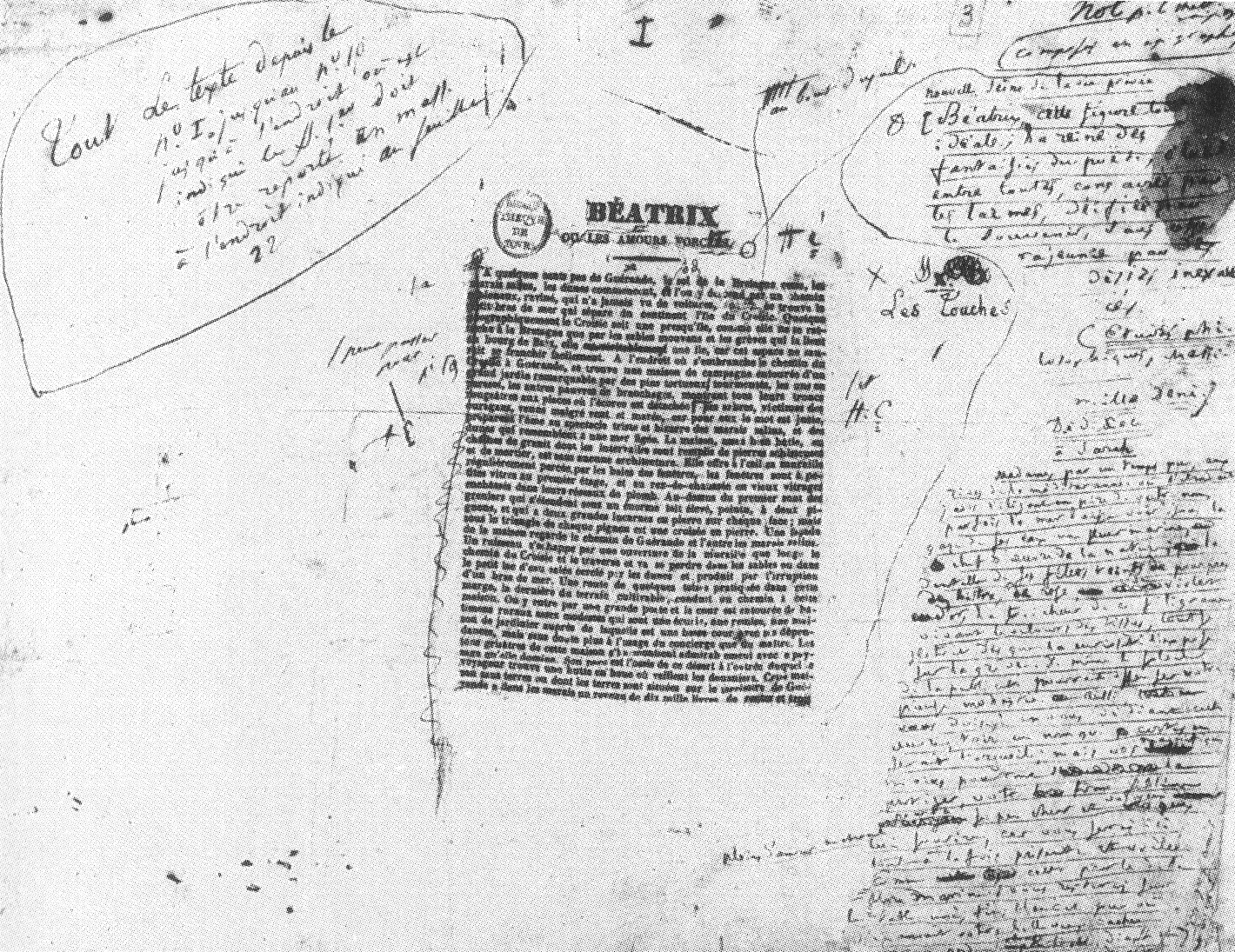
Eerste pagina van de eerste drukproef van Beatrix. De pagina toont hoe Balzac aantekeningen en aanvullingen maakte bij zijn werk.

Balzac was een harde werker en een broodschrijver. Zijn haast koortsachtige manier van schrijven kan men opmerken in de manuscripten van zijn hand, waarin zeer regelmatig aanvullingen, doorhalingen en veranderingen te vinden zijn. Hij verbeterde zijn werken soms nog tijdens publicatie, waardoor hij de kosten omhoog joeg. Hierdoor was het eindresultaat vaak heel verschillend van het oorspronkelijke manuscript. Dit verklaart waarom bepaalde boeken onafgewerkt bleven.
Balzac zou zelfs ’s nachts, met een koffiepot naast zich, druk hebben doorgewerkt en kon zo wel tot twintig uur per dag werken.
Balzac ergerde zijn uitgevers meermaals. Hij maakte zich nauwelijks zorgen om deadlines. Bovendien had hij de gewoonte om in stukjes te schrijven en zijn werk steeds te bewerken. Vaak beloofde hij werken waarvan hij nog maar de eerste regel had geschreven of die alleen nog maar in zijn hoofd bestonden. Deze manier van werken leverde hem meerdere processen van zijn uitgevers op.

## Stijl
Balzac wordt algemeen beschouwd als een romantisch schrijver. Toch vertoont zijn werk ook een grote realistische inslag, die zich vaak uit in uitvoerige, gedetailleerde beschrijvingen. Vooral de realistische manier waarop hij de verschillende milieus van de Franse maatschappij weet te schilderen, maakt hem tot een van de grote Franse schrijvers.

## Vertegenwoordiger van de romantiek of het realisme?
- Balzac kan als romantisch worden beschouwd door het belang dat hij hecht aan het beschrijven van de allesbeheersende passies van de verschillende personages. De hevigheid waarmee sommige personages hun passie nastreven of de manier waarop sommige personages verlangen naar een zuivere liefde, zijn als romantisch te bestempelen. Balzacs visie op de artiest als genie kan als romantisch worden beschouwd. Volgens Balzac kan de artiest door zijn genie een staat van transcendentie bereiken. Balzac gelooft dat grote geesten een invloed kunnen hebben op kleinere en gelooft bijgevolg dat de artiest, die een persoon is met toegang tot hogere ideeën, andere mensen kan verlichten. Balzac gelooft sterk in een individuele kracht die moet streven naar een hoger ideaal, zelfs al is die absurd, en dat in tegenstelling tot het zich schikken in een sociaal en middelmatig conformisme. De vermenging van de werkelijkheid met bovennatuurlijke krachten, zoals in La Peau de chagrin wordt als romantisch beschouwd.
- Balzac kan samen met Stendhal worden beschouwd als een van de eerste schrijvers die realistische elementen verwerken in hun romans. Bij Balzac uit zich dit in de minutieuze beschrijving van het milieu en de omgeving waarin de personages zich begeven. Hij heeft bovendien aandacht voor de donkere, minder fraaie kant van de maatschappij. De lezer is tevens observator terwijl de schrijver ons met zijn beschrijving door zijn eigen gecreëerde wereld loodst. Het is deze wil om dingen duidelijk voor te stellen en te verklaren dat Balzac zich toont als realistisch en zich onderscheidt van andere romantische schrijvers zoals Vigny of Mérimée.

## Invloed

### Invloeden van anderen op Balzac
- Sommige werken van Balzac hebben een mystieke inslag en zijn beïnvloed door Emanuel Swedenborg, bijvoorbeeld Louis Lambert (1832) en Séraphita (1834-1835). Balzac was ook martinist. Hij werd in de orde ingewijd door Hyacinthe de la Touche. De filosofie van Louis-Claude de Saint-Martin is duidelijk terug te vinden in zijn boek Séraphita. Zijn boek Le livre mystique is het sterkst doordrongen van het occultisme.
- De Franse renaissanceschrijver François Rabelais wekte ook Balzacs interesse op. Balzac imiteerde Rabelais o.a. in Les contes drolatiques (1832-1837).
- Voor zijn ideeën over de sociale soorten baseerde Balzac zich op de werken van Buffon en Étienne Geoffroy Saint-Hilaire die beiden de wet van de eenheid van organische samenstelling van dieren verdedigden en die van een unieke primitieve soort die vervolgens door zijn milieu beïnvloed en gewijzigd is. Balzac paste dus de theorie over de dieren toe op de mens. Hiermee kan men dus ook Balzacs verlangen verklaren om mensen in verschillende sociale soorten onder te brengen en de wetten die het sociale gebeuren bepalen in detail te beschrijven. Net zoals Geoffroy Saint-Hilaire in de diersoorten variaties zag van een het hetzelfde basispatroon, zag Balzac in de verschillende soorten mensen variaties van een menselijk basispatroon.
- De theorieën van de Oostenrijkse arts Franz Mesmer over het dierlijk magnetisme hebben Balzac beïnvloed, want Balzac sprak vaak ook over een soort 'kracht' die tussen verschillende mensen bestond.

### Balzacs invloed op anderen

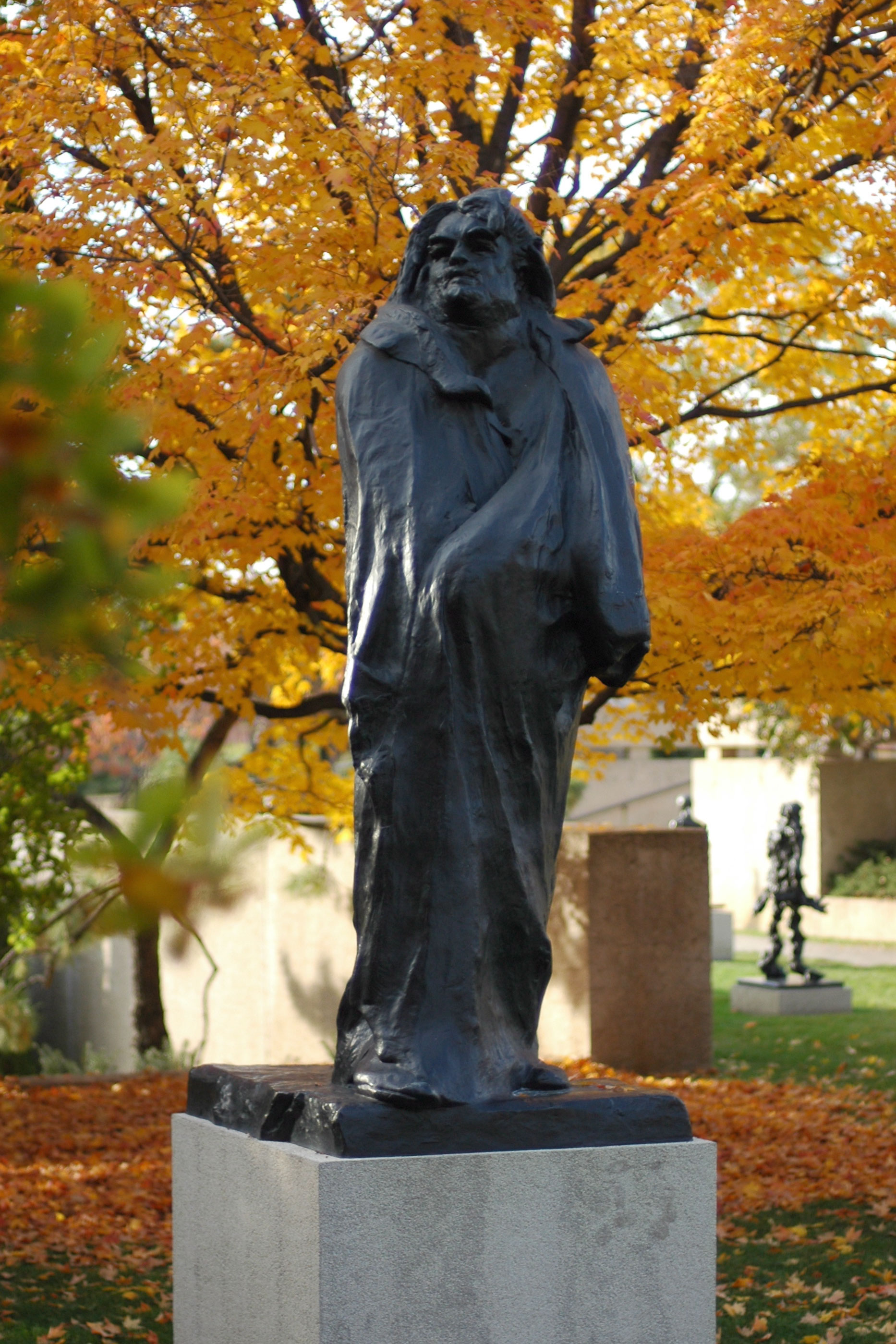
Rodins controversiële beeld van Balzac

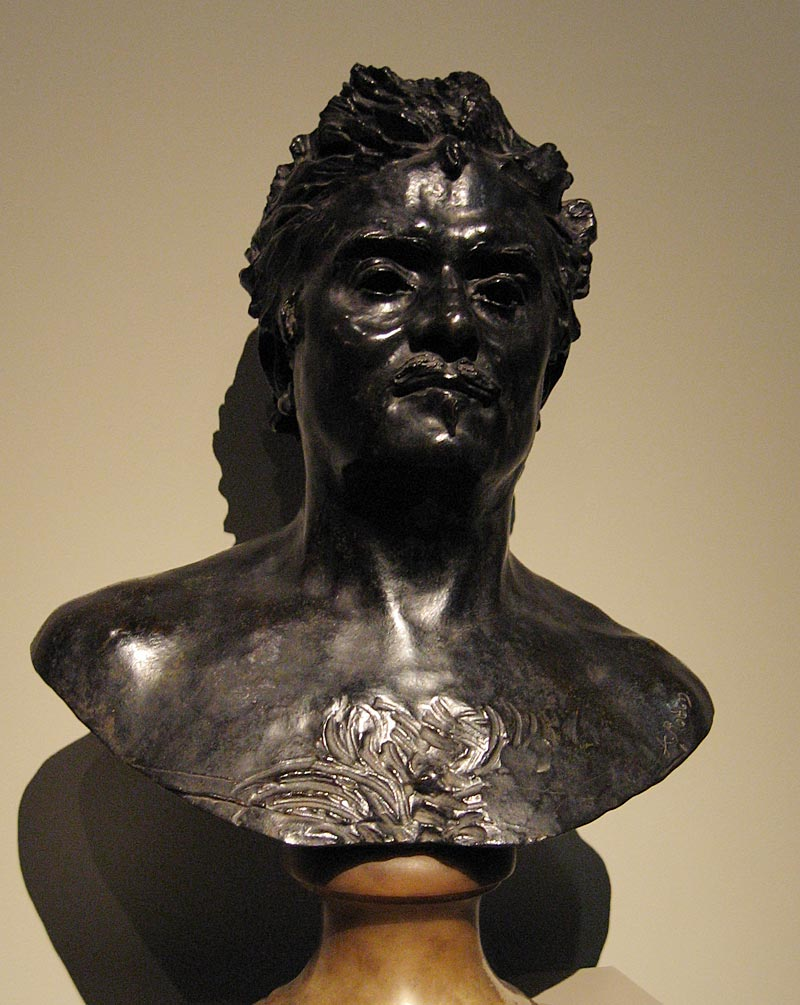
Buste van Balzac door Auguste Rodin (Victoria and Albert Museum)

- Balzac heeft nieuwe elementen aan de romankunst toegevoegd, onder andere door het onderwerp te verbreden naar de ruime maatschappij. Daardoor heeft hij een grote invloed gehad op het realisme en de romanschrijvers na hem. Gustave Flaubert werd bijvoorbeeld door Balzacs stijl beïnvloed. De gedetailleerde beschrijvingen en het onopgesmukte beeld van het burgerlijke leven zijn elementen die men ook in Flauberts romans terugvindt, waaronder L'Éducation sentimentale dat in zekere zin geïnspireerd werd door Balzacs Illusions perdues.
- Balzac inspireerde Auguste Rodin tot het maken van een groots beeld te zijner ere. Het is een massief blok met daarop het hoofd van de schrijver en het staat als het ware symbool voor zijn werk. Men moet Balzacs immense werk in zijn grootsheid beschouwen, het grotere kader zien, en niet aan detailkritiek gaan doen.
- In het toneelstuk "De Drie Zusters" van Anton Tsjechov wordt verwezen naar Balzac. De dokter maakt een terloopse opmerking: "Ik lees hier dat Balzac in Berdichev is getrouwd". Deze kleine opmerking laat Tsjechovs waardering voor Balzacs werk blijken.
- Charles Baudelaire had bewondering voor Balzac en noemde hem een "ziener vol passie".
- Émile Zola heeft Balzac nooit gekend, maar had wel een grote bewondering voor hem. Hij noemde hem zelfs de vader van de naturalistische roman. Balzacs Comédie humaine inspireerde Zola tot het maken van een eigen romancyclus met terugkerende personages die een afspiegeling vormt van zijn tijd: de 20 delen van Les Rougon-Macquart, histoire naturelle d'une famille sous le Second Empire.
- De Amerikaanse auteur Henry James werd ook sterk beïnvloed door Balzac. In 1878 klaagde hij over de weinige aandacht die men schonk aan Balzac. Hij schreef ook vier lovende essays over hem (in 1875, 1877, 1902 en 1913). Toch verkoos James in zijn romans meer aandacht te besteden aan de psychologische kant van de personages en minder aan de historische elementen. Anderzijds verkoos James, net als Balzac, de realistische roman om de verwikkelingen van de maatschappij en de persoonlijke motieven van de mens duidelijk te maken.
- Balzacs verhaal Une Heure de ma vie kan beschouwd worden als een voorloper van de ingewikkelde overpeinzingen in Marcel Prousts À la recherche du temps perdu.
- In 1970 publiceerde Roland Barthes het werk S/Z, een gedetailleerde analyse van Balzacs verhaal Sarrasine en een van de basiswerken van de structuralistische literaire kritiek.
- In 2000 verscheen Balzac et la Petite Tailleuse chinoise van de Chinees-Franse schrijver Dai Sijie, waarin een koffer vol boeken de gevangenen van een heropvoedingskamp tijdens de Chinese Culturele Revolutie kracht geeft. Van het boek werd in 2002 een film gemaakt.

## Tijdgenoten
- Balzac was lid van Le Cénacle, de artiestengroep die zich vanaf 1827 vormde rond Victor Hugo en die waartoe ook andere schrijvers zoals Sainte-Beuve, Alfred de Vigny, Prosper Mérimée, Théophile Gautier, Gérard de Nerval en Alfred de Musset behoorden.
- Jules Barbey d'Aurevilly schreef op 24 augustus 1850 in het dagblad La Mode dat Balzacs dood een intellectuele ramp was, waarvan het belang enkel te vergelijken was met die van Lord Byron.[13]
- Balzac was de enige die indertijd de grote waarde zag van Stendhals roman La Chartreuse de Parme. In het laatste nummer van La Revue parisienne schreef Balzac een lovend artikel over de roman.
- De relatie met Victor Hugo was niet altijd optimaal, maar er was wel een wederzijds respect en bewondering. Balzac bekritiseerde fel Hugo’s toneelstuk Hernani, maar hemelde diens werk Les Burgraves dan weer op. Hugo begreep dat Balzac een groot talent had en werkte zonder aarzelen mee aan de krant La Chronique de Paris. Bovendien zal Hugo meerdere malen voor Balzac stemmen bij zijn kandidatuur voor de Académie française. Hugo was ook aanwezig bij Balzacs laatste momenten en hield bij zijn begrafenis een lijkrede.
- Balzac had een vriendschappelijk contact met George Sand, bij wie hij vaak te Nohant logeerde.
- Alexandre Dumas was een vriend van Balzac en bewonderde hem. Beiden hadden deelgenomen aan de Bataille d’Hernani, de rel rond het toneelstuk van Hugo. Op literair vlak was er echter weinig wisselwerking tussen beide schrijvers daar hun stijl, intenties en gevoelsbeleving totaal verschillend waren.

## Balzac in de populaire cultuur
Balzac is ook doorgedrongen tot de populaire cultuur. Van vele van zijn werken zijn film- en televisieadaptaties gemaakt, zoals van Les Chouans in 1947, Le Père Goriot (BBC-miniserie in 1968), Le Colonel Chabert in 1994, met Gérard Depardieu in de titelrol en La Cousine Bette in 1998, met Jessica Lange.

### Non-fictie
- Les Lecamus; Z. Marcas (1841)[y]
- Physiologie de l'employé (1841)[z]
- Histoire intellectuelle de Louis Lambert (1833)[aa]
- Les journalistes (1843)

### Toneelstukken
- Mercadet, comédie en trois actes et en prose[ab] (1838)
- L'École des ménages (1839)
- Vautrin (1839)
- Les Ressources de Quinola[ac] (1842)
- Paméla Figaud (1842)
- La marâtre, drame intime en cinq actes et huit tableaux[ad] (1848)

### Romans
- Un ménage de garçon en province. Suite des Deux frères[ae] (1842)

Anoniem
- Du Droit d'aînesse (1824)
- Histoire impartiale des Jésuites[af] (1824)
- Code des gens honnêtes[ag] (1826)

Onder pseudoniem

Als "Lord R'Hoone"
- L'Héritière de Birague (1822)
- Jean-Louis (1822)

Als "Horace de Saint-Aubin"
- Clotilde de Lusignan (1822)
- Le Centenaire (1822)
- Le Vicaire des Ardennes (1822)
- La Dernière Fée (1823)
- Annette et le Criminal (Argon le Pirate) (1824)
- Wann-Chlore (1826)

Werken behorende tot de "Comédie humaine"
- Les Chouans (1829)
- Physiologie du mariage ou méditations de philosophie éclectique, sur le bonheur et le malheur conjugal (1829)[ah][ai]
- Gobseck (1830)
- Un épisode sous la Terreur (1830)
- Une passion dans le désert (1830)
- La maison du Chat-qui-pelote (1830)
- La peau de chagrin (1831)
- Le Chef-d'œuvre inconnu (1831)
- Sarrasine (1831)
- Le Réquisitionnaire (1831)
- Les Proscrits (1831)
- La Femme de trente ans (1831-33)
- Madame Firmiani (1832)
- Le Message (1832)
- Louis Lambert (1832)
- Le Colonel Chabert (1832)
- Le Curé de Tours (1832)
- La Bourse (1832)
- La Femme abandonnée (1832)
- La Grenadière (1832)
- Les Marana (1832)
- Les contes drôlatiques colligez ès abbaïes de Touraine et mis en lumière par le sieur de Balzac pour l'esbattement des pantagruélistes et non aultres[aj] (1832–37)
- Eugénie Grandet[ak] (1833)
- L'Illustre Gaudissant (1833)
- Le Médecin de campagne (1833)
- La Recherche de l'absolu (1834)
- Un drame au bord de la mer (1834)
- Ferragus (1834)
- La Femme de trente ans (1834)
- Le Père Goriot (1834-35)
- La Fille aux yeux d'or (1834-35)
- La Duchesse de Langeais (1834-35)
- Séraphîta (1834-35)
- Melmoth réconcilié (1835)
- Le Contat de mariage (1835)
- Le lis dans la vallée (1836)[al]
- Facino Cane (1836)
- La Messe de l'athée (1836)
- L'interdiction (1836)
- Enfant maudit (1836)
- La Vieille Fille (1836)
- Le Secret des Ruggieri (1836)
- Le Cabinet des antiques (1836-38)
- Histoire de la grandeur et de la décadence de César Birotteau[am] (1837)
- Les Deux Poètes (1837)
- Les Employés (1837)
- Gambara (1837)
- Illusions perdues (1837-1843)
- La Maison Nucingen (1838)
- Une Fille d'Ève (1838)
- Splendeurs et misères des courtisanes (1838-1847)
- Le Curé de village (1839)
- Un Grand Homme de province à Paris, scène de la vie de province (1839)[an][ao]
- Les secrets de la princesse de Cadignan (1839)
- Massimilla Doni (1839)
- Béatrix (1839-44)
- Un Prince de la bohème (1840)
- Z. Marcas (1840)
- Pierrette (1840)
- Pierre Grassou (1840)
- Ursule Mirouet (1841)
- Une ténébreuse affaire, scène de la vie politique (1841)[ap]
- Le Martyr calviniste (1841)
- La Fausse Maîtresse (1841)
- Mémoires de deux jeunes mariées (1841)
- La Rabouilleuse (1841-42)
- Albert Savarus[aq] (1842)
- La Muse du département (1842)
- Le danger des mystifications[ar]. Oorspr. verschenen als: Un Début dans la vie (1842)
- L’Envers de l'histoire contemporaine (1842-43)
- Honorine (1843)
- Les Souffrances d'un inventeur (1843)
- Les Paysans (1844) (onafgewerkt)
- Modeste Mignon (1844)
- Petites misères de la vie conjugale (1845)
- Un Homme d'affaires (1845)
- Les Comédiens sans le savoir (1846)
- Où mènent les mauvais chemins (1846)
- La Cousine Bette (Les parents pauvres, I) (1846)
- Le Cousin Pons (Les parents pauvres, II) (1847)
- Le Député d'Arcis (1847)
- La Dernière Incarnation de Vautrin (1847)

### Vertalingen in het Nederlands
- Les Chouans (1829). Vertaald als: De Chouans, of Bretagne in 1799, tafereelen uit het militaire leven. Rotterdam, Brusse, 1915
- La vendetta (1830). Vertaald als: Vendetta. Utrecht, A.W. Bruna & Zoon, 1901
- La maison du Chat-qui-pelote (1830). Vertaald als: Het huis 'De kaatsende kat', vert. Ernst van Altena. Tricht, Uitgeverij Goossens, 1985. Eerder verschenen o.d.t: Huize de kaatsende kater
- Le Bal de Sceaux (1830): Vertaald als: De gevolgen van een Bal-Champêtre[as]. Utrecht, A.W. Bruna & Zoon, 1901
- La peau de chagrin (1831). Vertaald als: Het ongelukshuidje[at]. Utrecht, De Haan, 1924. De huid van chagrijn, vert. Jean Schalekamp. Utrecht, Spectrum, 1982
- Sarrasine (1831). Vertaald als: Sarrasine, vert. Jan Pieter van der Sterre & Rokus Hofstede. Amsterdam, Voetnoot, 2006 ISBN 90-71877-96-5, ISBN 978-90-71877-96-4
- La Femme de trente ans (1831-33). Vertaald als: De vrouw van dertig jaar[au]. Amsterdam, Minerva, 1918. Een vrouw van dertig, vert. Ernst van Altena. Tricht, Goossens, 1983 ISBN 90-6551-107-5. Eerder verschenen: Kalmthout-Antwerpen, Beckers, 1969
- Le Chef-d'œuvre inconnu (1831). Vertaald als:Het onbekende meesterwerk, vert. Hessel Bouman e.a. Amsterdam, Arbeiderspers, 1990 ISBN 90-295-0131-6
- La peau de chagrin (1831). Vertaald als: De huid van chagrijn, vert. Jean Schalekamp. Utrecht [etc.] : Spectrum 1982
- L'auberge rouge (1832). Vertaald als: De roode herberg[av]. Amsterdam, N.V. Uitgevers-maatschappij "Prometheus", 1930
- Le Colonel Chabert (1832). Vertaald als: Kolonel Chabert, vert. Hans van Pinxteren. Amsterdam, Athenaeum-Polak & Van Gennep, 1996 ISBN 90-253-0292-0
- Les contes drôlatiques colligez ès abbaïes de Touraine et mis en lumière par le sieur de Balzac pour l'esbattement des pantagruélistes et non aultres (1832-1837). Vertaald als: De baldadige vertelsels, byeengegaert in de abdyen van Touraysne ende ondeugenderwyse in het licht gegeven door den sinjeur Honoré de Balzac tot vermaeck der pantagruélisten ende geene anderen[aw], vert. door A.M. de Jong. Amstelredamme, Strengholt 1941
- Eugénie Grandet (1833). Vertaald als: Eugenie Grandet. Amsterdam, Internationale Roman-Mij, 1910?
- Le Père Goriot (1834-35). Vertaald als: De oude Goriot en zijn dochters, roman. Amsterdam, Meulenhoff, 1919
- La Fille aux yeux d'or (1834-35). Vertaald als: Het meisje met de gouden ogen, vert. George Pape. Utrecht, Het Spectrum, 1981 ISBN 90-274-9146-1
- Vader Goriot (1834-1835). Vertaald als: Vader Goriot.Amsterdam : Vennootschap "Letteren en Kunst", 1915
- Enfant maudit (1836). Vertaald als: Het gevloekte kind. Amsterdam, Schreuders voor de Maatschappij voor goede en goedkoope lectuur, 1906
- De plattelandsgeneesheer (1837)[ax][ay]
- César Birotteau (1837). Vertaald als: Grootheid en Val van César Birotteau, vert. Anna van Gogh-Kaulbach. Amsterdam, Wereldbibliotheek, 1952
- Illusions perdues (1837-1843). Vertaald als: Verloren illusies, vert. Jan Versteeg. Amsterdam : Van Oorschot, 2004 ISBN 90-282-5043-3
- Splendeurs et misères des courtisanes (1838-1847). Vertaald als: Der deernen praal en val[az]. Rotterdam, Brusse, 1920
- Les secrets de la princesse de Cadignan (1839), in: De zielsgeheimen dr prinses de Cadignan en andere Vertellingen. Vertaald door Dr. Dan de lange, J.F. Ankersmit, J.F. Ankersmit en Dr. R. Jacobsen, Rotterdam, W.L. & J. Brusse, (1918), (8),326 pag., geïllustreerde omslag: Nelly Volker. Serie: Keur van Romantiek VIII. 
  - Verdere vertalingen in deze uitgaaf: Christus in Vlaardingen, De twee Droomen, Facino Cane, De soldaat, El Verdugo, Een liefde in de woestijn, h=Het Huis De kaatsende kat.
- Pierette (1840). Vertaald als: Pierette[ba]. Amsterdam, Vennootschap Letteren en kunst, 1910
- Physiologie de l'employé (1841). Vertaald als: Fysiologie van de ambtenaar, vert. Mechtild Claessens. Physiologie de l'employé 2006 ISBN 90-5848-070-4, ISBN 978-90-5848-070-5
- Une ténébreuse affaire, scène de la vie politique (1841). Vertaald als: Een duistere zaak,: tafereelen uit het politieke leven. Rotterdam, W.L. & J. Brusse's Uitgeversmaatschappij, 1915
- Les journalistes (1843). Vertaald als: De journalisten, vert. Mechtild Claessens. 's-Hertogenbosch, Voltaire, 2008 ISBN 978-90-5848-078-1
- Modeste Mignon (1844). Vertaald als: Het huwelijk van Modeste Mignon[bb]. Rotterdam, J. Brusse's Uitgeversmaatschappij, 1918
- La cousine Bette (1847). Vertaald als: Nicht Bette, vert. Hans van Pinxteren. Amsterdam : Athenaeum-Polak & Van Gennep, 1999 ISBN 90-253-0297-1
- Le cousin Pons (1847). Vertaald als: Neef Pons, vert. Theo Kars, Amsterdam : Athenaeum-Polak & Van Gennep, 2000 ISBN 90-253-0302-1
- De lakenkoopman van Parijs[bc]. Utrecht, A.W. Bruna & Zoon, 1901